# Niederfüllbach
Niederfüllbach é um município da Alemanha, no distrito de Coburg, na região administrativa da Alta Francónia, estado de Baviera.